# Snuff (novela de Terry Pratchett)
Snuff es la 39.ª novela de la saga de Mundodisco de Terry Pratchett, publicada originalmente en 2011. Tiene como protagonista al su excelencia el Duque de Ankh, Delegado de la Pizarra, comandante de la Guardia de Ankh-Morpork, Sir Samuel Vimes y se encuentra encuadrada en el arco argumental de la Guardia de Ankh-Morpork.

## Argumento
Lady Sybil ha conseguido por fin convencer a su marido, Sam Vimes, de tomarse unas vacaciones. Pero conforme ella planifica unos merecidos días de descanso en la residencia campestre de los Ramkin, él hace lo imposible por no abandonar el despacho. ¿Cuál es el problema? El urbanita de Vimes odia el campo: tanto aire fresco, tanto cantar de pájaros y, gracias a su bienintencionada esposa, tan escasos bocadillos de beicon.
Mientras Sybil toma el té en sociedad y su hijo se dedica a explorar la naturaleza (y las cacas), Vimes no puede evitar hacer alguna que otra pesquisa. Al fin y al cabo, un policía de verdad es capaz de encontrar delitos en cualquier parte, todo es cuestión de paciencia. Efectivamente, Vimes no tarda en dar con un cadáver...
Sin embargo, fuera de su jurisdiscción y sin poder contar con la inapreciable ayuda de la Guardia, Vimes tendrá que recurrir a su astucia, su olfato, su larga experiencia y el apoyo de su eficaz mayordomo para resolver el caso y conseguir que se haga justicia con los más humildes.
- Datos: Q2999009